# メモ帳
メモ帳（メモちょう、英: (Windows) Notepad）は、Microsoft Windowsに付属するテキストエディタである。1983年にマイクロソフトが発売したマウスに付属するMS-DOS用テキストエディタのMulti-Tool Notepadを前身とし、すべてのバージョンのパソコン用Windowsに付属している。

## 概要
パソコン用WindowsのうちWindows 10までの全バージョンに付属（Windows 11ではMicrosoft Storeで提供）しており、誰でもテキストファイルを読み書きできる。このため、他のテキストエディタを導入していないユーザーや、Windows PEなどの通常の環境が使用できない状況下での復旧作業などでも利用できる。また、Windows版のInternet Explorer 7まではデフォルトでHTMLのソースのビューアとしても利用されていた。

## 機能
テキストファイルの読み書き、検索（NT4.0以降では置換も）など基本的な機能のほかは、後述するタイムスタンプ挿入機能と行の折返し表示の有無程度しか備えていない。これらの付加機能はWindows 1.0付属のメモ帳の時点で既に備わっていたが、その後あまり変化しておらず、エディタとしては低機能な部類に属する。高機能なエディタと比べ簡単に実装できるため、習作としてメモ帳を模倣したエディタが開発されることがある。
メモ帳では一般的なアプリケーションと同様に、何らかの編集を加えた後に保存しないでドキュメントを閉じようとしたときは、たとえ編集前と同じ状態の内容であっても、保存するかどうか尋ねられるのが普通である。自動保存とタブに対応したWindows 11の場合は次回起動時に自動で復元され編集を再開できるようになった関係でウィンドウを閉じるときに保存の確認は行われなくなったが、個別のタブを閉じる際に従来通り内容を保存するか確認される。いずれの場合も、新規作成後まだ保存していないドキュメントであれば、たとえ編集後であっても、すべての内容を削除した状態では確認なしにドキュメントが閉じるという挙動がある。

### 右端で折り返す
メモ帳ではウィンドウ幅に収まらない長いテキストを入力した際に、右端で折り返して表示するか、折り返さずにスクロールさせて表示するかを選択することができる。なおページ右端で折り返す設定にした際に次行の文頭に読点や句点が来るなど、日本語における禁則事項を守るような機能はない。
NT系（NT、2k、XP - 8.1）のメモ帳に限れば、右端を折り返す設定のままファイルを保存し、そのまま編集を続行すると、一時的にメモ帳上の各行の右端で固定位置の改行が挿入されたままの状態になってしまうという挙動がある。この現象は保存後にウィンドウ幅を変更することでも容易に確認できる。
この状態で編集を続けても保存したファイル自体には改行コードは挿入されていないが、この状態で他のアプリケーションにコピー&ペーストを行うと、この不正な改行を含むテキストデータがペーストされてしまうことがある。一度ファイルを閉じてから開きなおす、もしくは「右端で折り返す」のチェックを一旦解除することで通常の状態に戻る。この仕様のため、1行を超えるスクリプトや文章を頻繁に編集・保存しながら他のアプリケーションにコピー&ペーストするような用途には向かない。
なお、保存するたびに（内部的には）ウィンドウ右端に改行が来るように改行位置が修正されているが、保存時に改行位置の更新が起きてもメモ帳上での表示は更新されないため、実際のテキストの位置と表示されているテキストの位置にズレが生じてしまうという不具合もある。当然ながらこの状態のままで編集を続行すると意図したように編集されない可能性があるが、保存後に上下に1画面以上スクロールさせるなどの何らかの手段で表示を更新すれば、正しい位置にテキストが表示される。
これらの挙動はWindows 10では修正されている。
Windows 11では標準で右端での折り返しが有効に変更されたが、従来と同じく設定で既定値を変更できる。

### 日付と時刻
メモ帳独自の機能としては簡易的な日誌機能が存在する。先頭の行に大文字で.LOGと入力してから終了すると、以後そのファイルを開くたびにファイルの末尾にそのときのタイムスタンプ（年月日時分）が追加される。追加されたタイムスタンプの後に文章を入力すると日誌として使うことができる。また、メニューから「日付と時刻」を選ぶか、単にF5キーを押すと、その時点でのタイムスタンプが挿入される。
このタイムスタンプの書式は、コントロールパネルの「各国対応」や「地域のオプション」などと呼ばれる設定（Windowsにより名称は異なる）にある「短い形式」の日付書式が使われている。この設定はWindowsによって初期設定が異なるため、Windows 9x以前の場合は（デフォルトでは）西暦が下2桁しか記入されなかった。この場合もコントロールパネルの設定を変更すれば4桁の西暦でタイムスタンプが挿入できた。

## 文字コード
Windows 8当時のバージョンではASCII以外の文字コードにもある程度対応し、日本語に関して言えばMicrosoftコードページ932（いわゆるShift JIS）に、さらにWindows NT系ではUnicode（UTF-16のリトルエンディアン・ビッグエンディアン、バイト順マーク (BOM) 付きのUTF-8）に対応している。EUC-JPやISO-2022-JPには対応していない。
未対応の文字コードで書かれたHTMLなどのファイルをメモ帳で表示させた場合には、文字化けが起きる。これを正しく表示するためには、それらの文字コードに対応したテキストエディタやビューアを用意し、それで開くように設定を変更する必要がある。

## 歴史
リチャード・ブロディが開発したマウスで操作するテキストエディタであるMulti-Tool Notepadは、1983年5月にアトランタで開催された春のCOMDEXコンピューターエキスポでマイクロソフトから発表され、Microsoft MouseにバンドルされてUS$195で販売された。また同時にチャールズ・シモニーが開発したマウスで操作できるMicrosoft Wordの前身であるMulti-Tool WordもこのCOMDEXで披露された。このときシモニーのデモを見ていた観衆の多くはマウスという言葉を聞いたことがなかった。
マイクロソフトは1983年6月にマイクロソフトマウスを発売し、マウスとMulti-Tool Notepadがセットになったパッケージを7月から出荷した。このマウスは自分でプログラムを書かない限り、同梱された3つのデモアプリ(チュートリアル、練習アプリ、メモ帳)で利用する以外に何もできなかったため、最初はあまり売れなかった。表計算ソフトであるMultiplan用のエキスパートシステムを皮切りにMulti-Toolシリーズの販売が始まった。
Windows 1.0が発売される前に製品名を"Interface Manager"から"Windows"に変えるようビル・ゲイツに説得したロウランド・ハンソンからの提案により、1983年11月にWordが販売される前にMulti-Toolの名前がお蔵入りとなった。ハンソンは「ブランド名が主役」であるべきだと話した。人々はMulti-Toolという名前だけを聞いてもマイクロソフトの製品であると連想できず、またハンソンはマイクロソフトを主役にしたいと考えたことから、"Multi-Tool"の名前はマイクロソフトに置き換えられた。

## バージョンによる違い
Windowsのバージョンによってメモ帳のバージョンも異なる。どのバージョンでもメモ帳の機能に大きな差異はないものの、Windows NT系以降のものは、それ以前（Windows 9xおよび3.1以前）とは一部の特性が異なる。

### Windows 3.x
Windows 3.xのメモ帳では54KiB以上のファイルを開けない（マイクロソフトは45KiB以上のファイルを扱う場合には他のエディタを使うよう推奨している）。このようなファイルを開こうとしたときは、開けない旨の警告が出るか、もしくは他のエディタを使うよう促される。

### Windows 9x系
Windows 9xの場合は64KiB以上のファイルを開こうとすると、デフォルトでは、Windowsに標準で搭載されているワープロソフト『ワードパッド』を起動するか訊ねられる。このほか、9x以前のメモ帳に検索メニューはあるが、置換機能は存在しなかった。Windows 98からはフォントの指定ができるようになった。
Windows 3.1以前やNTのメモ帳ではファイルサイズがゼロのファイルを作ることができず、既存のテキストファイルからテキストをすべて削除して内容の無い状態で上書き保存すると、ファイル自体が削除されてしまうという挙動があった。Windows 95以降では修正され、ファイルサイズがゼロの状態でも保存できるようになった。なおWindows 95以降の右クリックのメニューにある「新規作成」から「テキスト ドキュメント」を選択するとファイルサイズがゼロでテキストファイルが作成されるという仕様があり、標準ではこれをメモ帳で扱う形になる。

### Windows NT系
Windows NTの場合、外見はWindows 3.x/9xのメモ帳と大差なかったが、64KiB制限がなく、フォントの指定ができた。さらにWindows NT自体が当初からUnicodeに対応しており、メモ帳でもUnicodeが使用できた。9x系と違ってNT系では置換機能も備わった（ただしNT4.0以降）。

### Windows 2000
Windows 2000からはインターフェースが一新され、検索・置換が編集メニューの下に統合されるなどした。このとき指定行へ移動する「行へ移動」機能が追加されている。
このほか、日付と時刻を挿入する機能における西暦は当初下2桁だけが標準だったが、Windows 2000以降では4桁の西暦が標準で使われるようになっているという違いもある。ただしこれは前述のようにWindows側の初期設定に依存する現象であり、必ずしもメモ帳のバージョンによる差異ではない。

### Windows XP/Server 2003
Windows XP/Server 2003からは「ステータスバー」が追加された。このステータスバーを介してカーソル位置が何行目か（行番号）を確認できる機能が追加されたが、「右端で折り返す」状態ではステータスバー自体が利用できなくなる。これは、右端で折り返しているときには実際の改行数と表示上の行数が一致しなくなるので行番号が意味を成さないためだと考えられている。

### Windows 10
2018年秋のWindows 10 バージョン1809によって、検索終端に達した時の文頭からの折り返し、テキストの拡大縮小、折り返し有効時の行・列のステータスバーへの表示、巨大ファイルの読み込み速度改善といった大規模な改修が行われた。また、Windowsの改行コード「CRLF」だけでなく、ほかの形式にも対応し、他のOSで作成されたテキストの行が改行されずに表示されることが改善される。
2019年春以降のWindows 10 バージョン1903より、UTF-8（BOMなし）で保存できるようになるとともに新規ファイルのデフォルトの文字コードへと変更された。
また前述のようにNT系では「右端で折り返す」機能に特徴的な挙動があったが、Windows 10で修正された。

### Windows 11
Windows 11ではユニバーサルWindowsプラットフォーム（略称：UWP）アプリとなり、Microsoft Storeで提供されるようになった。デザインがWindows 11のFluentに合わせて一新されたほか、タブ機能やダークモードにも対応し、自動保存機能も搭載された。さらに、従来は1回しか対応しなかったアンドゥ (Ctrl+Z) の回数制限がなくなり、新たにやりなおし (Ctrl+Y) にも対応した。また標準の表示フォントが「Lucida Console」になったほか、絵文字もカラーで表示できるようになった。ツールバーの右端には設定画面を出す歯車アイコンが新設された。
従来のメモ帳の実行ファイルも引き続き搭載されており、アプリ実行エイリアスの設定を変更することで、従来のメモ帳を起動することもできる。